# Lichtopstand Fischerbalje
De lichtopstand Fischerbalje is een van de twee lichtopstanden op De Randsel, een zandplaat nabij het eiland Borkum. De lichtopstand Fischerbalje en de lichtopstand Binnenrandsel zijn de enige twee lichtopstanden van het Lichtenplan voor de Beneden-Eems.